# Black Sox Scandal

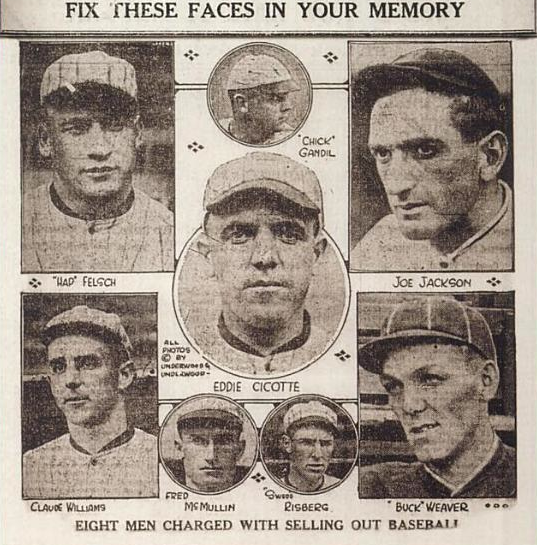
Ukarani zawodnicy Chicago White Sox (nazwani „Black Sox”)

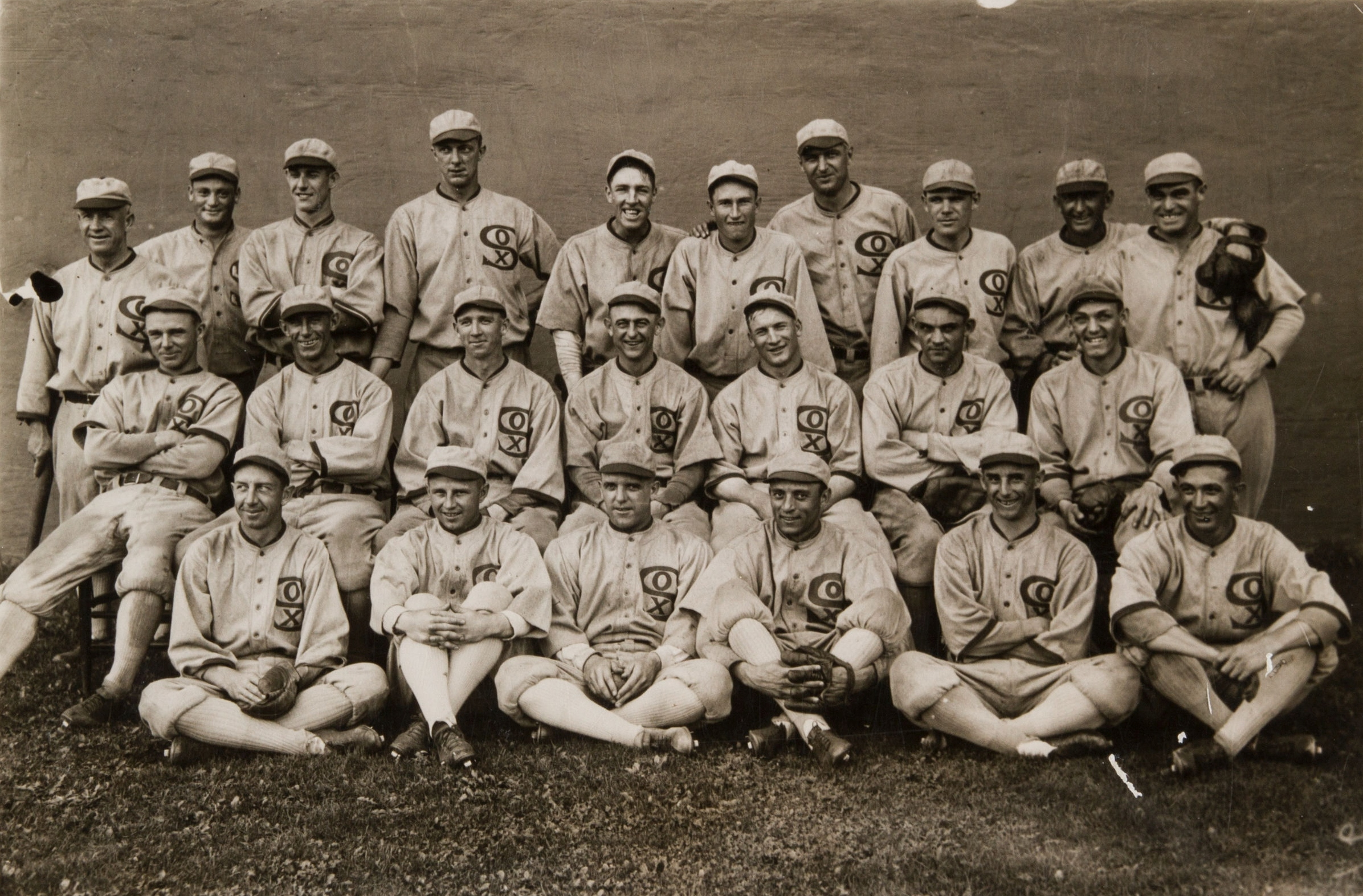
Zespół Chicago White Sox (1919)

Black Sox Scandal – popularna w mediach nazwa skandalu związanego z grupą graczy Chicago White Sox, którzy podczas baseballowej World Series w 1919 mieli za pieniądze słabiej zagrać i przegrać z Cincinnati Reds. Ośmiu zawodników White Sox zostało oskarżonych za celowe przegrywanie meczów w zamian za pieniądze od hazardzistów. Ósemka tych sportowców – nazwanych „Black Sox” – została później postawiona przed sądem za spisek i wykluczono ich dożywotnio z gry w zawodowym baseballu.
Za udział w oszustwie dożywotnio zdyskwalifikowani zostali: Joe Jackson (zapolowy), Eddie Cicotte (miotacz), Claude Williams (miotacz), Buck Weaver (trzeciobazowy; wiedział o planach, ale nie zgłosił tego władzom ligi), Arnold Gandil (pierwszobazowy), Fred McMullin (utility infielder), Charles Risberg (stoper) i Oscar Felsch (środkowozapolowy).
Inicjatorem wydarzeń miał być pierwszobazowy Arnold „Chick” Gandil, a powodem skąpstwo właściciela White Sox Charlesa Comiskeya, który nie był skory do uczciwego nagradzania swoich graczy, mimo że zespół uchodził za jeden z najlepszych w lidze, a dwa lata wcześniej zdobył mistrzostwo. Gandil, chcąc przed końcem kariery zarobić jeszcze znaczną sumę, zaoferował hazardziście Josephowi Sullivanowi, że jego drużyna przegra finał, a za dokonanie oszustwa zażądał 100 000 dolarów. Szybko przekonał do spisku przeciwko Comiskeyowi innych kluczowych graczy, m.in. miotaczy Cicotte’a i Williamsa. Aby zebrać tak dużą sumę, Sullivan zaproponował udział w aferze innym członkom półświatka.
Po dwóch przegranych meczach (1–9 i 2–4), otrzymawszy jedynie 10 z obiecanych 40 tysięcy, gracze White Sox zaczęli rozważać wycofanie się z umowy, wygrywając trzecie spotkanie 3–0. Pieniądze szybko się jednak znalazły i dwa kolejne mecze należały zdecydowanie do Cincinnati (2–0, 5–0). W wyniku kolejnego braku zapłaty dużo mocniejsze w rzeczywistości Chicago doprowadziło do stanu 3–4 (wygrane 5–4, 4–1). Wobec takiego obrotu sprawy gangsterzy zamieszanego w skandal Arnolda Rothsteina, który w tym momencie stawiał już na wygraną Reds, zastraszyli miotacza ósmego meczu Claude’a Williamsa. Jego słaby występ (w dwóch pierwszych zmianach oddał Reds pięć punktów) przyczynił się do piątego, decydującego o mistrzostwie, zwycięstwa Cincinnati.
Proces sądowy, rozpoczęty w 1920 w wyniku coraz powszechniejszych głosów, że finał był ułożony, uwolnił graczy od stawianych im zarzutów. Innego zdania był komisarz MLB Kenesaw Mountain Landis, który zamieszanych w skandal wykluczył z zawodowego sportu.

## Odniesienia w kulturze
- Skandal jest kilka razy wspomniany w powieści Wielki Gatsby Francisa Scotta Fitzgeralda. Niektóre z osób występujących w książce miały dzięki niemu dorobić się majątków.
- W filmie Ojciec chrzestny II Francisa Forda Coppoli jeden z bohaterów, Hyman Roth, wypowiada zdanie: Pokochałem baseball odkąd Arnold Rothstein ustawił finał rozgrywek w 1919.